# Rover 12
La Rover 12 era un modello di automobile familiare prodotta dalla britannica Rover fra il 1905 e il 1948.

## Rover 10-12 (1905-1907)
La prima Rover 12 era il terzo modello che la casa automobilistica produsse, e fu lanciata nel 1905. Aveva quattro cilindri, raffreddamento ad acqua e motore monoblocco di 1767 cm³.

## Rover 12 (1909-1910)
La nuova Rover 12 utilizzava un motore due cilindri a valvole laterali, raffreddato ad acqua, da 1624 cm³.
Molte di queste auto erano impiegate come taxi.

## Rover 12 (1911-1912)
Il modello del 1911 aveva un nuovo motore Knight due cilindri raffreddato ad acqua, a valvole a fodero, da 1882 cm³ con potenza di 12 CV.

## Rover 12 (1912-1923) e 14 (1924)
Nel 1912 arrivò la nuova Rover 12 a sostituire tutti i modelli precedenti; era progettata da Owen Clegg. Essa aveva un motore quattro cilindri raffreddato ad acqua a valvole laterali da 2297 cm³ con un carburatore SU prodotto dalla Rover sotto licenza; aveva il cambio a tre marce.
Nel 1924 il nome dell'auto fu cambiato in Rover 14 che aveva il cambio a quattro marce; il nome rappresentava la potenza del motore, che era 13,9 CV.

## Rover 12/4 (P1) (1934-1936)
La nuova 12 fu lanciata nel 1934, e faceva parte della nuova gamma prodotta dai fratelli Wilks. Aveva un motore quattro cilindri nuovo da 1496 cm³, da 53 CV.
Anche il telaio era nuovo, seppur basato su quello visto sul modello Pilot del '32. Il cambio aveva quattro marce con un meccanismo a ruota libera. La sospensione era convenzionale. I primi modelli avevano un passo di 2,84 m. La velocità massima era di 112 km/h con un consumo di 7 km/l.
La carrozzeria era secondo tradizione costruita con pannelli d'acciaio accoppiati a elementi di legno. 
Di questa versione furono prodotti 5775 esemplari.
Questa auto è in seguito diventata nota come Rover P1.

## Rover 12 (P2) (1937-1948)
Una versione aggiornata uscì nel 1937 con modifiche principalmente stilistiche, e il telaio fu rinforzato.
I modelli del 1938 avevano cofani laterali fissi, e nel 1939 fu aggiunto il cambio sincronizzato alle due marce superiori. Le ruote a disco divennero opzionali alle ruote a raggi nel 1939, e di serie nei modelli del dopoguerra.
Ne furono prodotti 11.786 esemplari anteguerra e 4840 dopo.
Quest'auto, assieme alla più piccola 10 CV e alla più grande 14/16 CV, diventerà nota come Rover P2.